# Црква Светог кнеза Лазара у Крушковом Пољу
Црква Светог кнеза Лазара у Крушковом Пољу, насељеном месту на територији општине Шамац, припада Епархији зворничко–тузланској Српске православне цркве.

## Историјат
Црква Светог кнеза Лазара у Крушковом Пољу је димензија 15,9×7 метара. Градња је започета 20. октобра 1993. године према пројекту Живојина Митровића из Бијељине. Темеље је освештао епископ зворничко-тузлански Василије Качавенда 27. октобра 1993. године, а новоизграђену цркву 8. септембра 1996. уз саслужење епископа милешевског Василија Веиновића. Крушковопољска парохија је основана 1995. године, чине је насеља Крушково Поље, Лугови, Горњи и Доњи Хасићи. Иконостас од ораховине је израдио Перо Николић из Крушковог Поља, иконе на иконостасу је осликао Александар Васиљевић из Добоја, а храм Горан Пешић из Чачка.